# برنیس چهارم
برنیس چهارم مصر (زبان یونانی: Βερενίκη) یکی از فروعون های مصر بود که در اسکندریه مصر زاده شد. این فرعون که یک زن بود، یک پرنسس یونانی از دودمان بطلمیوسی بود.
پدر او بطلمیوس دوازدهم بود.